# Bahnhof Meran-Untermais

Der Bahnhof Meran-Untermais (auch nur Bahnhof Untermais; italienisch Stazione di Merano-Maia Bassa) ist eine Station an der Bahnstrecke Bozen–Meran. Er befindet sich in der Südtiroler Stadt Meran.

## Lage
Der Bahnhof liegt auf 290 m Höhe am Rande des Stadtteils Untermais im Südwesten von Meran. Dort erstreckt er sich unmittelbar entlang der Etsch, auf deren gegenüberliegenden Seite sich die Gemeinde Marling befindet. Die Distanz zum Bahnhof Meran im Norden beträgt rund zwei Kilometer.

## Geschichte
Der Bahnhof wurde 1881 eröffnet, als Untermais noch eine eigenständige Gemeinde war. 1923 wurde Untermais nach Meran eingemeindet. Zwischen 1906 und 1950 bediente auch die Straßenbahn Lana–Meran ihre Ausweichstation Mais in unmittelbarer Nähe des Bahnhofs.

## Baulichkeiten
Der Bahnhof Meran-Untermais ist architektonisch dem Originalzustand seiner Erbauungszeit noch recht nah und gut erhalten.  Das Aufnahmsgebäude hat einen zweigeschoßigen Mitteltrakt und je zweiachsige Seitenflügel. Südlich des Hauptgebäudes steht in einiger Entfernung ein relativ großes hölzernes Magazingebäude. Die Gebäude stehen seit 2004 unter Denkmalschutz.

## Funktion
Der zweigleisige Bahnhof Meran-Untermais wird im Halbstundentakt in beide Richtungen durch Regionalzüge der Trenitalia sowie der SAD bedient.